# IC 474
IC 474 је спирална галаксија у сазвјежђу Близанци која се налази на листи објеката дубоког неба у Индекс каталогу.
Деклинација објекта је + 26° 30' 16" а ректасцензија 7h 46m 7,3s. Привидна величина (магнитуда) објекта IC 474 износи 14,4 а фотографска магнитуда 15,2. IC 474 је још познат и под ознакама MCG 4-19-1, CGCG 148-12, PGC 21749.